# Bastard (álbum de Tyler, The Creator)
Bastard é a mixtape de estreia do rapper americano Tyler, the Creator. Foi autogerido e produzido pelo próprio Tyler e publicado gratuitamente em 25 de dezembro de 2009 na página do Tumblr do Odd Future. Devido ao seu lançamento online gratuito e à ausência de disponibilidade comercial, Bastard foi inicialmente considerado uma mixtape; no entanto, Tyler e outras fontes posteriormente o referiram como um álbum.

## Conceito e conteúdo
As músicas foram escritas e gravadas por Tyler entre 2007 e 2009, sendo lançadas em 25 de dezembro de 2009. Tyler produziu a maior parte do álbum usando FL Studio. Em 2019, ele relembrou que algumas de suas influências para o álbum foram Relapse (2009) de Eminem, Seven Seals (2009) de James Pants, Good Evening (2009) de Nite Jewel, Veckatimest (2009) de Grizzly Bear, Hell Hath No Fury (2006) de Clipse e a música do The Cool Kids. Bastard apresenta Tyler conversando com um personagem chamado Dr. TC, que atua como seu terapeuta e orientador. A faixa-título contém Dr. TC insinuando que o álbum seria a primeira de três sessões de terapia. As músicas "Odd Toddlers" e "Slow It Down" foram lançadas anteriormente em The Odd Future Tape (2008).
Em 25 de dezembro de 2010, um ano após o lançamento inicial do álbum, Bastard foi relançado com o verso de Brandun DeShay na faixa "Session" sendo substituído por um verso de Mike G, devido a um desentendimento entre Tyler e DeShay. O projeto ficou disponível na loja de música online do Odd Future, antes de ser removido do site, com os vocais de DeShay retornando à mesma faixa posteriormente.[carece de fontes?] Tyler posteriormente anunciou planos de relançar Bastard em uma versão remasterizada e física através da Odd Future Records. No entanto, desde esse anúncio, nada se concretizou.

## Recepção e controvérsia
| Críticas profissionais | Críticas profissionais |
| Avaliações da crítica  | Avaliações da crítica  |
| Fonte                  | Avaliação              |
| ---------------------- | ---------------------- |
| Cokemachineglow        | 74%                    |
| RapReviews             | 5/10                   |

Bastard foi amplamente elogiado pela crítica. A Pitchfork o chamou de "uma pequena obra-prima de arte de choque" e o primeiro grande projeto relacionado ao Odd Future, destacando a justaposição empolgante entre linhas humorísticas e odiosas. O RapReviews elogiou a produção inovadora e as habilidades de rap de Tyler, mas considerou as letras inaceitáveis, chamando as "referências frequentes ao estupro ... um fator problemático". O álbum foi classificado em 32º lugar na lista da Pitchfork dos "50 Melhores Álbuns de 2010", com o single "French!" ficando em 61º na lista de "100 Melhores Músicas de 2010". Posteriormente, o álbum foi classificado em 118º lugar na lista da Rolling Stone de 2022 dos "200 Maiores Álbuns de Hip-Hop de Todos os Tempos" e em 38º na lista de 2018 da Complex dos "50 Melhores Mixtapes de Rappers".
Bastard, junto com o segundo álbum de Tyler, Goblin (2011), gerou controvérsia entre membros do Partido Conservador no Reino Unido, o que levou Theresa May, então Secretária do Interior, a impor uma proibição que impedia Tyler de entrar no país por um período de três a cinco anos. A proibição gerou indignação e voltou a ser discutida quando May se tornou Primeira-Ministra do Reino Unido. Tyler e muitos de seus fãs acreditam que a decisão foi motivada por racismo, com Tyler afirmando que sentiu que estava sendo tratado "como um terrorista" e que as autoridades não gostavam do fato de que seus filhos idolatravam um homem negro. A proibição foi suspensa em maio de 2019.
Na faixa-título do álbum, as primeiras palavras de Tyler são xingamentos direcionados ao 2DopeBoyz, NahRight e outros blogs que ele considerava tê-lo ignorado no início de sua carreira. Após vários ataques em diferentes faixas nos anos seguintes, os fundadores do 2DopeBoyz, Joel Zela e Meka Udoh, responderam aos comentários de Tyler em uma publicação de 17 de fevereiro de 2011, alegando que nem estavam cientes dele como artista até que ele começou a insultá-los em entrevistas e músicas. Eles disseram que nunca receberam material de Tyler ou do Odd Future e que não trabalhariam com ele no futuro, chamando sua indignação de estratégia de marketing.

## Lista de faixas
Todas as faixas foram produzidas e escritas por Tyler Okonma, com escritores adicionais creditados.
| Bastard |                                                              |                                            |         |  |
| N.º     | Título                                                       | Compositor(es)                             | Duração |  |
| 1.      | "Bastard"                                                    |                                            | 6:09    |  |
| 2.      | "Seven"                                                      |                                            | 3:29    |  |
| 3.      | "Odd Toddlers" (com part. de Casey Veggies)                  | Casey Jones                                |         |  |
| 4.      | "French!" (com part. de Hodgy Beats)                         | Gerard Long                                | 4:03    |  |
| 5.      | "Blow"                                                       |                                            | 2:55    |  |
| 6.      | Sem título (com part. de Domo Genesis)                       | Dominique Cole                             | 3:35    |  |
| 7.      | "Parade"                                                     |                                            | 2:23    |  |
| 8.      | "Slow It Down" (com part. de Hodgy Beats)                    | Long                                       | 3:08    |  |
| 9.      | "AssMilk" (com part. de Earl Sweatshirt)                     | Thebe Kgositsile                           | 3:40    |  |
| 10.     | "VCR / Wheels"                                               |                                            | 3:28    |  |
| 11.     | "Session" (com part. de Hodgy Beats, BrandUn DeShay, Mike G) | Brandun Deshay Michael "Mike G" Griffin II | 3:35    |  |
| 12.     | "Sarah"                                                      |                                            | 4:47    |  |
| 13.     | "Jack and the Beanstalk"                                     |                                            | 3:51    |  |
| 14.     | "Tina" (com part. de Jasper Dolphin e Taco)                  | Davon Wilson Travis Bennett                | 3:07    |  |
| 15.     | "Inglorious"                                                 |                                            | 4:05    |  |

#### Créditos de samples
- "Seven" contém um sample de "The Sweetest Pain", interpretada por Dexter Wansel
- "Odd Toddlers" contém um sample de "Huit Octobre 1971", interpretada por Cortex
- "Jack and the Beanstalk" contém um sample vocal de "What More Can I Say", interpretada por Jay-Z